# Marit Elveos
Marit Elveos (* 4. Mai 1965 in Steigen) ist eine ehemalige norwegische Skilangläuferin.

## Werdegang
Elveos, die für den Bodø & Omegn Idrettslag startete, hatte ihren ersten internationalen Erfolg bei den Junioren-Skiweltmeisterschaften 1984 in Trondheim. Dort gewann sie die Goldmedaille mit der Staffel. Ihr erstes von 30 Weltcupeinzelrennen lief sie im März 1984 in Lahti, welches sie auf dem 15. Platz über 5 km beendete. Im Dezember 1986 kam sie in Cogne mit dem siebten Platz über 20 km Freistil erstmals unter den ersten Zehn. Bei den Olympischen Winterspielen 1988 in Calgary errang sie den 18. Platz über 20 km Freistil. Im März 1988 wurde sie in Falun Dritte mit der Staffel. In der Saison 1989/90 kam sie bei fünf Weltcupeinsätzen viermal in den Punkterängen. Dabei erreichte sie in Soldier Hollow mit dem vierten Platz über 5 km klassisch ihr bestes Ergebnis im Weltcupeinzel und zum Saisonende mit dem 15. Platz im Gesamtweltcup ihr bestes Gesamtergebnis. Bei den nordischen Skiweltmeisterschaften 1991 im Fleimstal belegte sie den 36. Platz über 10 km Freistil, den 33. Rang über 30 km Freistil und den 29. Platz über 15 km klassisch. Im März 1991 errang sie in Oslo den dritten Platz mit der Staffel. Im Jahr 1994 gewann sie das Birkebeinerrennet. Ihr letztes Weltcuprennen absolvierte sie im März 1994 in Oslo, welches sie auf dem 25. Platz über 15 km Freistil beendete.
Bei norwegischen Meisterschaften wurde sie viermal Dritte (1984, 1987, 1990, 1997) und dreimal Zweite (1985, 1988, 1989) mit der Staffel.

## Teilnahmen an Weltmeisterschaften und Olympischen Winterspielen

### Olympische Spiele
- 1988 Calgary: 18. Platz 20 km Freistil

### Nordische Skiweltmeisterschaften
- 1991 Val di Fiemme: 29. Platz 15 km klassisch, 33. Platz 30 km Freistil, 36. Platz 10 km Freistil

## Platzierungen im Weltcup

### Weltcup-Statistik
Die Tabelle zeigt die erreichten Platzierungen im Einzelnen.
- 1.–3. Platz: Anzahl der Podiumsplatzierungen
- Top 10: Anzahl der Platzierungen unter den ersten zehn
- Punkteränge: Anzahl der Platzierungen innerhalb der Punkteränge
- Starts: Anzahl gelaufener Rennen in der jeweiligen Disziplin
- Hinweis: Bei den Distanzrennen erfolgt die Einordnung gemäß FIS.

| Platzierung         | Distanzrennen a | Distanzrennen a | Distanzrennen a | Distanzrennen a | Distanzrennen a | Skiathlon Verfolgung | Sprint | Etappen- rennen b | Gesamt | Team c | Team c  |
| Platzierung         | ≤ 5 km          | ≤ 10 km         | ≤ 15 km         | ≤ 30 km         | > 30 km         | Skiathlon Verfolgung | Sprint | Etappen- rennen b | Gesamt | Sprint | Staffel |
| ------------------- | --------------- | --------------- | --------------- | --------------- | --------------- | -------------------- | ------ | ----------------- | ------ | ------ | ------- |
| 1. Platz            |                 |                 |                 |                 |                 |                      |        |                   |        |        |         |
| 2. Platz            |                 |                 |                 |                 |                 |                      |        |                   |        |        |         |
| 3. Platz            |                 |                 |                 |                 |                 |                      |        |                   |        |        | 2       |
| Top 10              | 3               |                 | 3               | 2               |                 |                      |        |                   | 8      |        | 2       |
| Punkteränge         | 7               | 2               | 5               | 4               |                 |                      |        |                   | 18     |        | 2       |
| Starts              | 12              | 3               | 7               | 6               |                 | 2                    |        |                   | 30     |        | 2       |
| Stand: Karriereende |                 |                 |                 |                 |                 |                      |        |                   |        |        |         |

### Weltcup-Gesamtplatzierungen
| Saison  | Platz | Punkte |
| ------- | ----- | ------ |
| 1983/84 | 49.   | 6      |
| 1984/85 | 44.   | 8      |
| 1985/86 | 43.   | 3      |
| 1986/87 | 34.   | 9      |
| 1987/88 | 30.   | 16     |
| 1988/89 | -     | -      |
| 1989/90 | 15.   | 31     |
| 1990/91 | 29.   | 11     |
| 1991/92 | -     | -      |
| 1992/93 | 36.   | 52     |
| 1993/94 | 63.   | 6      |